# Nagyoroszi vasútállomás
Nagyoroszi vasútállomás egy Nógrád vármegyei vasútállomás, Nagyoroszi községben, a MÁV üzemeltetésében. A belterület déli részén helyezkedik el, közvetlenül a 2-es főút mellett, közúti elérését is az biztosítja.

## Vasútvonalak
Az állomást az alábbi vasútvonalak érintik:
- Vác–Balassagyarmat-vasútvonal

## Kapcsolódó állomások
A vasútállomáshoz az alábbi állomások vannak a legközelebb:
- Borsosberény megállóhely (Vác–Balassagyarmat-vasútvonal)
- Drégelyvár megállóhely (Vác–Balassagyarmat-vasútvonal)

## Megközelítés tömegközlekedéssel
- Helyközi busz:  328, 332

## Forgalom
| Járat | Útvonal | Gyakoriság |
| ----- | --- | ---------- |
| S750  | Vác – Kisvác – Fenyveshegy – Magyarkút-Verőce – Magyarkút – Szokolya – Berkenye – Nógrád – Diósjenő – Borsosberény – Nagyoroszi – Drégelyvár – Sáferkút – Drégely – Drégelypalánk – Ipolyvece – Dejtár – Ipolyszög – Balassagyarmat | Napi 7 pár |